# کینموندی (ایلینوی)
کینموندی، ایلینوی (به انگلیسی: Kinmundy, Illinois) یک شهر در ایالات متحده آمریکا با جمعیت ۸۹۲ نفر است که در ایلی‌نوی واقع شده‌است.